# ボローニャ国際児童図書展

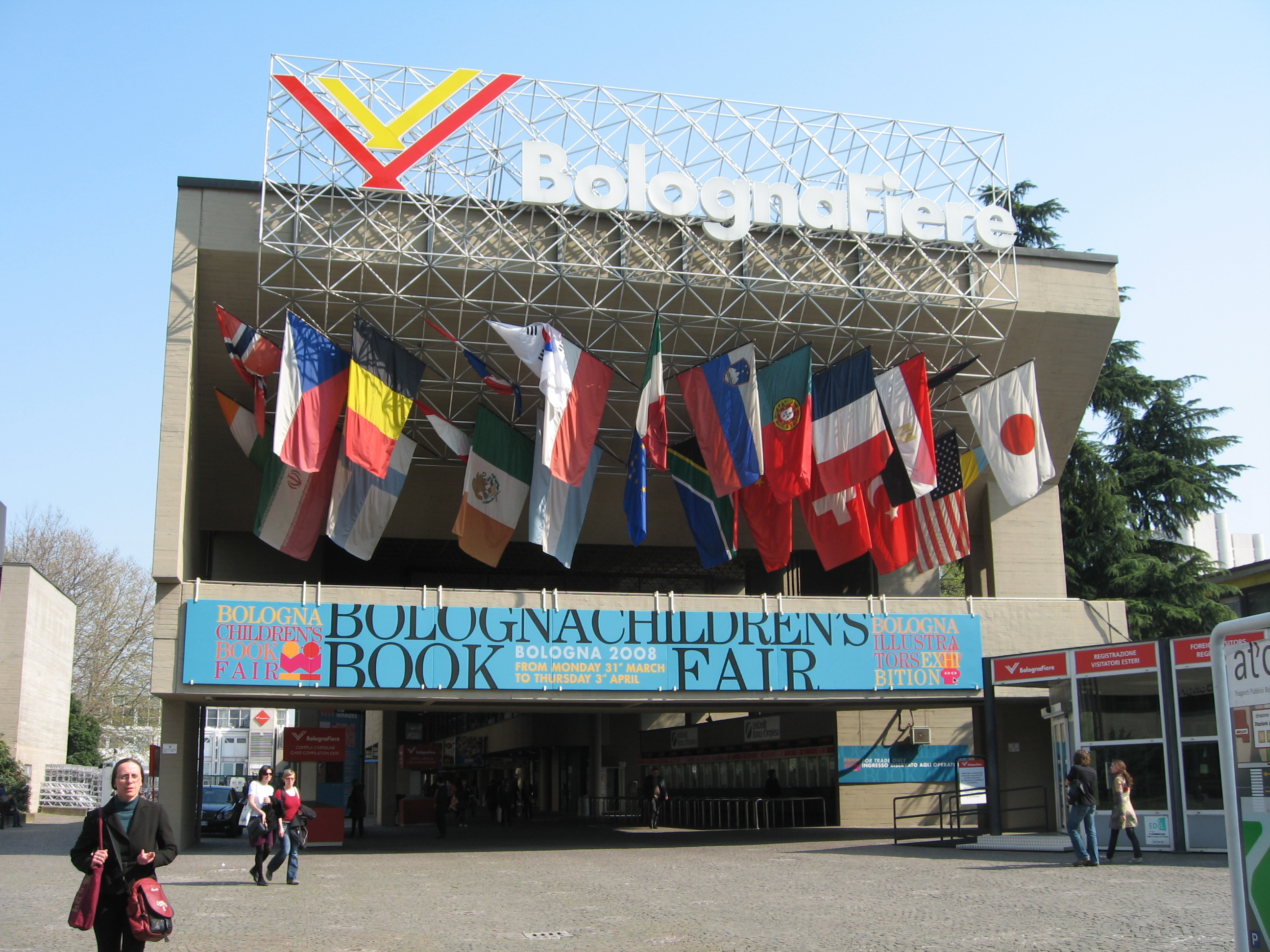
2008年のボローニャ国際児童図書展会場

ボローニャ国際児童図書展（ボローニャこくさいじどうとしょてん。英語: Bologna Children's Book Fair、イタリア語: Fiera del Libro per Ragazzi di Bologna）は、イタリアのボローニャで毎年春に開催される児童文学および児童向けマルチメディアの見本市である。1964年に創設された。
出展・入場共に、児童文学の制作（テレビ番組や映画なども含む）・流通・販売・普及（教育者・図書館・国際機関）・著作権エージェント（個人・法人）のみに厳しく限定されており、各種催しによる交流のほか商談や著作権の取引などが行われる。これには児童文学に不可欠なイラストレーターと翻訳家も含まれ、両者のために特別なコーナー・イベント・データベースも設けられている。2009年度は67ヶ国から1300件が出展され4623名が来場した。例年、70ヶ国から600名ほどのジャーナリストが訪れる。

## ボローニャ国際絵本原画展

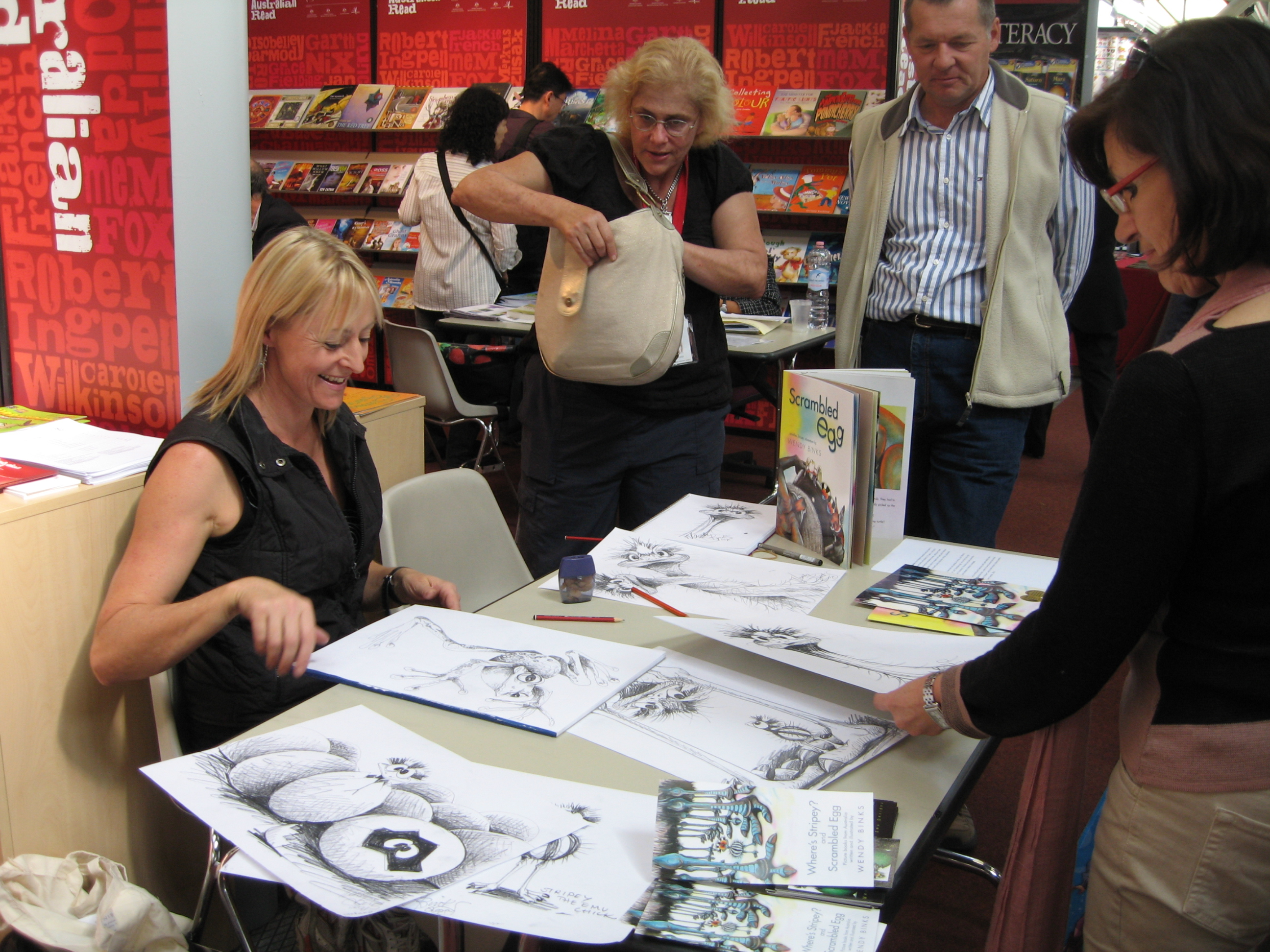
イラストレーター・絵本作家（Wendy Binks）の展示ブース

16歳以上の世界のイラストレーターを対象にした原画展が併催されている。応募者はフィクションまたはノンフィクションのイラストレーション5点を郵送し、受賞者の作品は会場で展示されるほか、年鑑として印刷刊行され、後日日本国際児童図書評議会 (JBBY) などによる巡回展でも展示される。2009年には61ヶ国から2714件の応募があり、うち81名（日本人18名）が受賞した。受賞の有無に関わらず、応募者全員に図書展への入場資格が与えられる。会場にはイラストレーターの交流のためのカフェも設けられている。例年、参加国から1ヶ国を主賓国として取り上げ特集を行っている。

## ボローニャ国際児童図書賞
ボローニャ国際児童図書賞（BolognaRagazzi Award、ボローニャ・ラガッツィ賞）はグラフィックデザイン・ブックデザインとして優れた児童書に贈られる賞である。応募は図書展に出展する出版社のみに限られる。当初、文学賞とグラフィック賞が設けられたが、第3回より、専門家によって選ばれるグラフィック賞と子どもによって選ばれるエルバ賞に変更となり、第32回からは、フィクション、ノンフィクションの部門別となった。現在はフィクション、ノンフィクション、「New Horizon」（第三世界限定）、「Opera Prima」（作家もしくはイラストレーターの処女作限定）の4部門があり、各部門から大賞1作、入選数作が選ばれる。授賞式は図書展内で行われ、特別な展示スペースが与えられるほか各国での児童図書展でも顕彰・展示される。